# Enmig de la Natura
Enmig de la Natura (Into the Wild en anglès) és una pel·lícula estatunidenca Dirigida per Sean Penn, estrenada el 2007, que tracta de la recerca de la felicitat a través de la independència i la solitud. És l'adaptació de la novel·la Into the Wild, escrita per Jon Krakauer el 1998, que relata la història real de Christopher McCandless.

## Argument

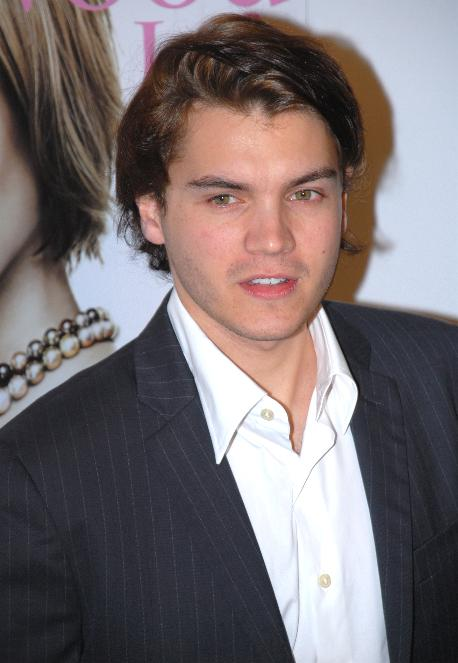
Emile Hirsch, interpreta Christopher McCandless

Christopher McCandless és un estudiant estatunidenc brillant que acaba de diplomar-se i és una promesa per un gran futur. Rebutjant els principis de la societat moderna, decideix marxar a la carretera, sense avisar la seva família. Crema els seus papers i envia tots els seus diners a Intermón Oxfam. Marxa en cotxe cap al sud dels Estats Units. Descobreix Arizona, el Gran Canyó, Califòrnia i troba diverses petites feines a Dakota o fins i tot Colorado per tal de finançar la resta del seu viatge. Arriba a Mèxic, quan té la idea d'anar a Alaska. Arriba finalment a Fairbanks (Alaska) en autoestop. Descobreix les muntanyes nevades i es refugia en un autobus abandonat. Hi passarà cinc mesos. Cinc mesos de solitud, de comprensió de la naturalesa i de l'ésser humà. Descobreix a Alaska la felicitat sempre buscada, una pau espiritual i una mena de paradís pur i sa. Al cap de dos anys de viatge, decideix que és hora de tornar a casa seva. Però resta bloquejat pel riu i es veu obligat de quedar-se al bus, esperant que l'aigua del riu baixi.
Afamat, s'enverina accidentalment menjant arrels de patata salvatge. Mentrestant, comprèn que la solitud no és l'ideal de l'home. Poc temps abans de morir, Christopher McCandless escriurà en ploma sobre una pàgina d'un llibre «Happiness only real when shared» («La felicitat només és real quan és compartida»).

## Repartiment
- Emile Hirsch: Christopher McCandless
- Marcia Gay Harden: Billie McCandless, la mare de Christopher
- William Hurt: Walt McCandless, el pare de Christopher
- Jena Malone: Carine McCandless, la germana de Christopher
- Catherine Keener: Jan Burres
- Vince Vaughn: Wayne Westerberg, l'empresari i amic de Christopher
- Kristen Stewart Tracy, la jove cantant que s'enamora de Christopher
- Hal Holbrook: Ron Franz, l'home vell que agafa afecte a Christopher
- Brian Dierker: Rainey, el company de Jan
- Zach Galifianakis: Kevin
- Steven Wiig: Ranger Steve Koehler

## Premis i nominacions

### Premis
- Globus d'Or a la millor cançó original per Guaranteed

### Nominacions
- Oscar al millor actor secundari per Hal Holbrook
- Oscar al millor muntatge
- Globus d'Or a la millor banda sonora original per Michael Brook, Kaki King i Eddie Vedder
- César a la millor pel·lícula estrangera

## Banda original de la pel·lícula
Estrenada l'octubre del 2007, l'àlbum de la música de la pel·lícula és una col·laboració entre Eddie Vedder, cantant del grup Pearl Jam, i el compositor i guitarrista Michael Brook.
Tots els texts són signats per Eddie Vedder, excepte Hard Sun  per Indio i Society  per Jerry Hannan:
1. Setting Forth
2. No Ceiling
3. Far Behind
4. Rise
5. Long Nights
6. Tuolumne
7. Hard Sun
8. Society
9. The Wolf
10. End Of The Road
11. Guaranteed

## Al voltant de la pel·lícula
- La pel·lícula s'acaba amb un autoretrat de Christopher McCandless fet poc abans de la seva mort. Un text explicatiu menciona que uns caçadors el van trobar dues setmanes després de la seva defunció.
- A l'«escena de la poma», Emile Hirsch llança una «mirada càmera» (el conjunt de les vistes de la pel·lícula són en càmera objectiva i subjectiva), donant així la impressió d'adreçar-se a l'espectador.
- La part instrumental amb harmònica és assegurada per un dels grans noms d'aquest instrument: Charlie Musselwhite.